# Sinh vật kị khí tùy nghi

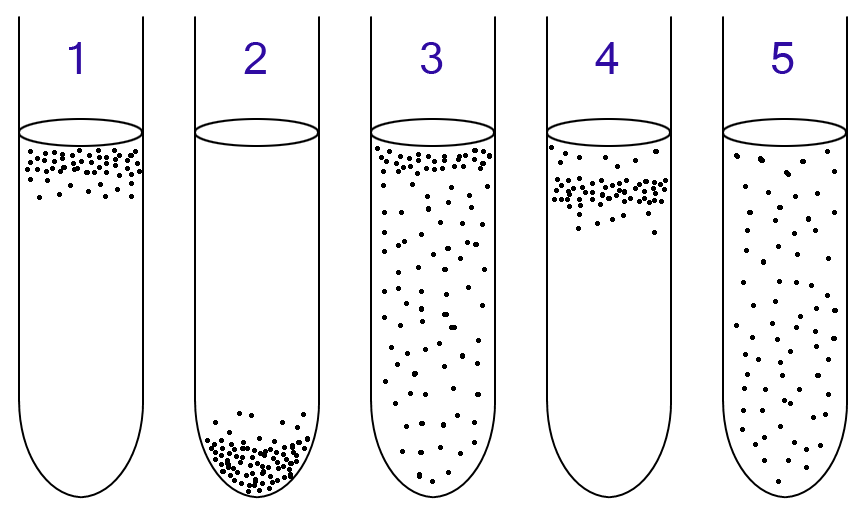
Xác định Vi khuẩn hiếu khí và kị khí bằng cách cấy trong ống nghiệm chứa nước thioglycollate (xem kết quả trong bảng)

Sinh vật kị khí tùy nghi hay sinh vật yếm khí tùy nghi là sinh vật có thể tạo ATP bằng hô hấp hiếu khí nếu môi trường có oxi, nhưng cũng có thể đổi sang lên men nếu thiếu oxi. 
Một số ví dụ của nhóm sinh vật này là Staphylococcus spp., Escherichia coli, Salmonella, Listeria spp., Shewanella oneidensis vàYersinia pestis. Một số sinh vật nhân thực cũng kị khí tùy nghi, bao gồm một số loài nấm như Saccharomyces cerevisiae và nhiêu loài không xương sống dưới nước như một số loài rươi.
Cần phân biệt kị khí tùy nghi với kị khí không bắt buộc. Cả hai đều có thể sống trong môi trường có oxy nhưng chỉ có kị khí tùy nghi mới có thể hô hấp hiếu khí; còn kị khí không bắt buộc có thể sống vì cơ thể có enzyme giải độc oxy nhưng vẫn hô hấp kị khí. 

## Thí nghiệm xác định các loại sinh vật dựa trên độ hiếu khí
| Ống nghiệm | Loại sinh vật         | Hô hấp hiếu khí | Hô hấp kị khí | Vị trí trong thí nghiệm nước thioglycollate         | Giải thích |
| ---------- | --------------------- | --------------- | ------------- | --------------------------------------------------- | --- |
| 1          | Hiếu khí bắt buộc     | có thể          | không thể     | Trên cùng của ống nghiệm                            | Chúng không thể lên men hay hô hấp kị khí nên số lượng giảm dần theo nồng độ oxi.                                                                                          |
| 2          | Kị khí bắt buộc       | không thể       | có thể        | Đáy ống nghiệm                                      | Chúng bị đầu độc bởi oxi nên không sống được ở vùng có oxi. |
| 3          | Kị khí tùy nghi       | có thể          | có thể        | Khắp ống nghiệm nhưng tập trung ở trên cùng         | Chúng có thể hô hấp hiếu khí và kị khí nên dù có oxy hay không vẫn sống được. Tuy nhiên, hô hấp hiếu khi cho nhiều ATP hơn nên chúng sinh sôi tốt hơn ở vùng có nhiều oxi. |
| 4          | Vi hiếu khí           | có thể          | không thể     | Phần trên của ống nghiệm nhưng không phải trên cùng | Chúng hô hấp hiếu khi nên tập trung ở vùng trên là vùng có oxi. Nhưng nồng độ oxi quá cao sẽ khiến chúng bị đầu độc nên chúng không tập trung trên cùng.                   |
| 5          | Kị khí không bắt buộc | không thể       | có thể        | Khắp ống nghiệm                                     | Chúng hô hấp hiếu khí và không bị đầu độc bởi oxi nên mức độ sinh sôi không phụ thuộc vào nồng độ oxi.                                                                     |